# Лайхалампи
Ла́йхала́мпи (фин. Laihalampi — пресноводное озеро на территории Селезнёвского сельского поселения Выборгского района Ленинградской области.

## Общие сведения
Площадь озера — 0,5 км², площадь водосборного бассейна — 10,6 км². Располагается на высоте 17,2 метров над уровнем моря.
Берега Лайхалампи каменисто-песчаные, преимущественно заболоченные.
Через Лайхалампи течёт безымянный водоток, который, протекая ниже по течению через озеро Лайхаярви и пересекая госграницу с Финляндией, втекает в реку Серьгу, впадающую, в свою очередь, в Чистопольскую бухту Финского залива.
Населённые пункты вблизи водоёма отсутствуют.
Название озера переводится с финского языка как «худое озеро».
Код объекта в государственном водном реестре — 01040300511102000009438.